# Miofibryle

Struktura miofibryli

Miofibryle – włókienka kurczliwe, makrokompleksy filamentów w postaci minipałeczek. Filamenty ułożone w nich są bardzo regularnie, zachodzą na siebie w układzie sześciokątnym (co widać na przekroju poprzecznym). W ich budowie wyróżnia się:
- filamenty cienkie, w skład których wchodzą następujące białka: aktyna, tropomiozyna i troponina,
- filamenty grube, w skład których wchodzi potężne białko miozyna.

Miofibryle są podstawowym elementem miocytów, które tworzą tkankę mięśniową. 
Obserwując miofibryle pod mikroskopem elektronowym, można zauważyć w nich obecność powtarzalnych fragmentów zawierających naprzemiennie ułożone obszary o dużej koncentracji aktyny, zwane prążkami jasnymi lub I (izotropowymi), oraz fragmenty, gdzie najwięcej jest miozyny, zwane prążkami ciemnymi albo A (anizotropowymi). Odcinek miofibryli ograniczony dwiema błonkami Z, to jest zawierający połowę prążka I, prążek A oraz połowę następnego prążka I, nazywa się sarkomerem. Jest on podstawową jednostką strukturalno-czynnościową włókienka kurczliwego.